# Sergej Nikolaevič Filippov
Sergej Nikolaevič Filippov (in russo Сергей Николаевич Филиппов?; Saratov, 24 giugno 1912 – Leningrado, 19 aprile 1990) è stato un attore e doppiatore russo.

## Biografia
Filippov si iscrisse all'accademia di musica popolare dove si laureò nel 1933 per unirsi alla compagnia del balletto e del teatro dell'opera di Mosca. Un problema cardiaco costrinse Filippov a ritirarsi da tale attività passando Teatro di Lenignrado dove divenne uno degli attori principali.
Nella sua lunga carriera lavorò sia in teatro che per il cinema, girando diverse decine di film e lavorando anche come doppiatore.
Fu sposato prima con la ballerina Alevtina Gorinovič da cui ebbe figlio; dopo il divorzio si sposò con Antonina Golubeva, scrittrice di libri per bambini, di 13 anni più anziana di lui. Ammalatosi di carcinoma del polmone, morì nell'indifferenza generale: il suo corpo fui ritrovato solo due settimane dopo e fu sepolto a Leningrado.

## Filmografia

### Attore
- Il quartiere di Vyborg (Выборгская сторона), regia di Grigorij Michajlovič Kozincev (1938)
- Člen pravitel'stva (Член правительства), regia di Iosif Efimovič Chejfic (1939)
- Zoluška (Золушка), regia di Nadežda Nikolaevna Koševerova (1947)
- Kortik (Кортик), regia di Vladimir Jakovlevič Vengerov (1954)
- Ukrotitel'nica tigrov (Укротительница тигров), regia di Aleksandr Viktorovič Ivanovskij, Nadežda Nikolaevna Koševerova (1954)
- Karnaval'naja noč' (Карнава́льная ночь), regia di Ėl'dar Aleksandrovič Rjazanov (1956)
- Ivan Vasil'evič menjaet professiju (Иван Васильевич меняет профессию), regia di Leonid Iovič Gajdaj (1973)

### Doppiatore
- Petja i Krasnaja Šapočka (Петя и Красная Шапочка), regia di Boris Stepancev (1958))